# Coelotes atropos
Coelotes atropos – gatunek pająka z rodziny lejkowcowatych. Zamieszkuje Europę.

## Taksonomia
Gatunek ten opisany został w 1830 roku jako Drassus atropos. Klasyfikowany był też w rodzajach Clubiona i Amaurobius. W 1841 został wyznaczony przez Blackwalla gatunkiem typowym nowego rodzaju Coelotes.

## Morfologia
Pająk ten odznacza się znaczną zmiennością wewnątrzgatunkową. Samice osiągają od 9 do 12 lub 13 mm, a samce od 7 lub 8 do 9,4 mm długości ciała. Wydłużony, rudobrązowy karapaks porastają z rzadka czarne szczecinki. Ośmioro oczu ułożonych jest w dwa rzędy, w obu środkowe leżą bardziej z tyłu niż boczne. Nadustek, o wysokości dwukrotnie większej niż średnica oczu przednio-środkowych, porośnięty jest długimi i silnymi szczecinkami. Wszystkie krawędzie szczękoczułków mają po 3 ząbki, te na tylnych krawędziach są podobnej wielkości, a na przednich środkowe są największe. Gruczoły szczękoczułkowe otwierają się w piłkowanych rowkach u nasady kłów, na brzusznej i grzbietowej stronie. Gruczoł jadowy jest duży i sięga środka tułowia. Warga dolna i endyty są prostokątne, sternum zaś tarczowate. Silnie zbudowane odnóża mają proste lub lekko wcięte krętarze.
Opistosoma jest ciemnobrązowa z ciemnym nakrapianiem, krótko oszczeciniona, pozbawiona siteczka przędnego i stożeczka. Kądziołki przędne tylno-środkowej pary mają 30–50 czopków gruczołowych kolcowatych, 1–2 ampułkowate, a u samic jeszcze dwa cylindryczne. Oba człony kądziołków tylno-bocznej pary podobnej długości. Samica ma wydłużone spermateki oraz epigyne z krótkimi ząbkami po bokach atrium, które zredukowane jest do szparek. Od epigyne samicy norosza ziemnego (C. terrestris) różni się zakrzywionymi i poszerzonymi z przodu ciemnymi krawędziami bocznymi oraz słabiej zaznaczoną krawędzią przednią.
Samce mają nogogłaszczki z 3 mocnymi kolcami na grzbiecie uda, kolcami i szeroką apofizą na rzepce, 3 mocnymi kolcami na przednio-bocznej części goleni, długim i kolczastym cymbium, prostokątną sklerotyzacją w odsiebnej części tegulum, łyżeczkowatą apofyzą medialną oraz krótkim konduktorem z szerokimi apofizami na stronie grzbietowej.

## Biologia i występowanie
Gatunek europejski, znany z Białorusi, Bułgarii, Chorwacji, Czech, Danii, Francji, z krajów byłej Jugosławii, Luksemburga, Macedonii Północnej, Niemiec, Polski, Rumunii, Rosji, Słowacji, Szwecji, Szwajcarii i Wielkiej Brytanii.
Pająki te zamieszkują pod kamieniami i kłodami, gdzie kopią norki wypełnione rurkowatym oprzędem. Ich sieci łowne pozbawione są części płachtowatej. Na terenie Wielkiej Brytanii spotyka się je w lasach, na wrzosowiskach jak i obszarach górzystych.